# Dworzec Bałtycki (Petersburg)
Dworzec Bałtycki, Petersburg Bałtycki (ros. Балтийский вокзал, Санкт-Петербург-Балтийский) – stacja i dworzec kolejowy w miejscowości Petersburg, w Rosji. Jest to stacja krańcowa. Rozpoczynają się tu linie do Iwangorodu i Pskowa.

## Historia
Neorenesansowy dworzec, który zaprojektował Aleksandr Krakau, nawiązując do paryskiego Gare de l’Est, wybudowano w latach 1855-1858. Lewe skrzydło przeznaczone było dla rodziny carskiej, w prawym obsługiwano pozostałych podróżnych oraz znajdowały się mieszkania pracownicze. 9 lipca?/21 lipca 1857 uruchomiono z niego linię do Peterhofu. W 1872 dworzec stał się punktem początkowym Kolei Bałtyckiej.
XIX-wieczny dworzec zachował się do czasów współczesnych. Główną zmianą jego wyglądu było dobudowanie w 1955 wejścia do metra.

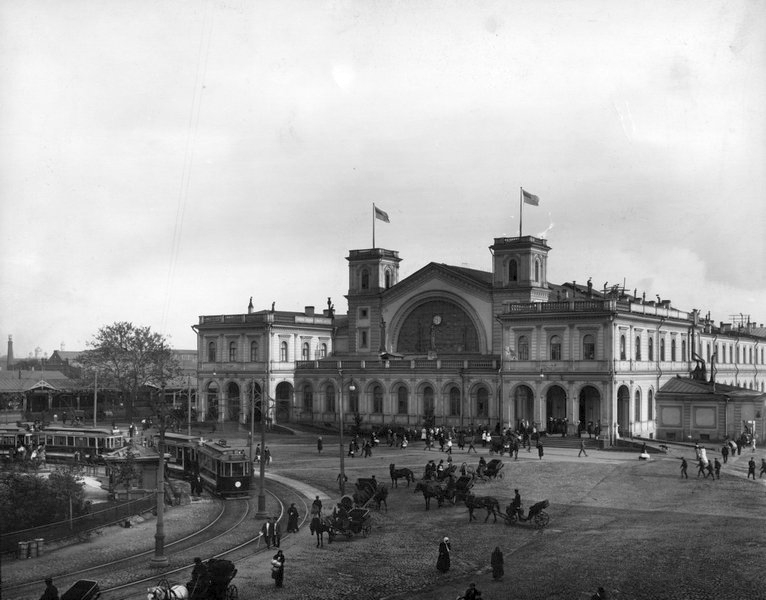
Dworzec w 1909
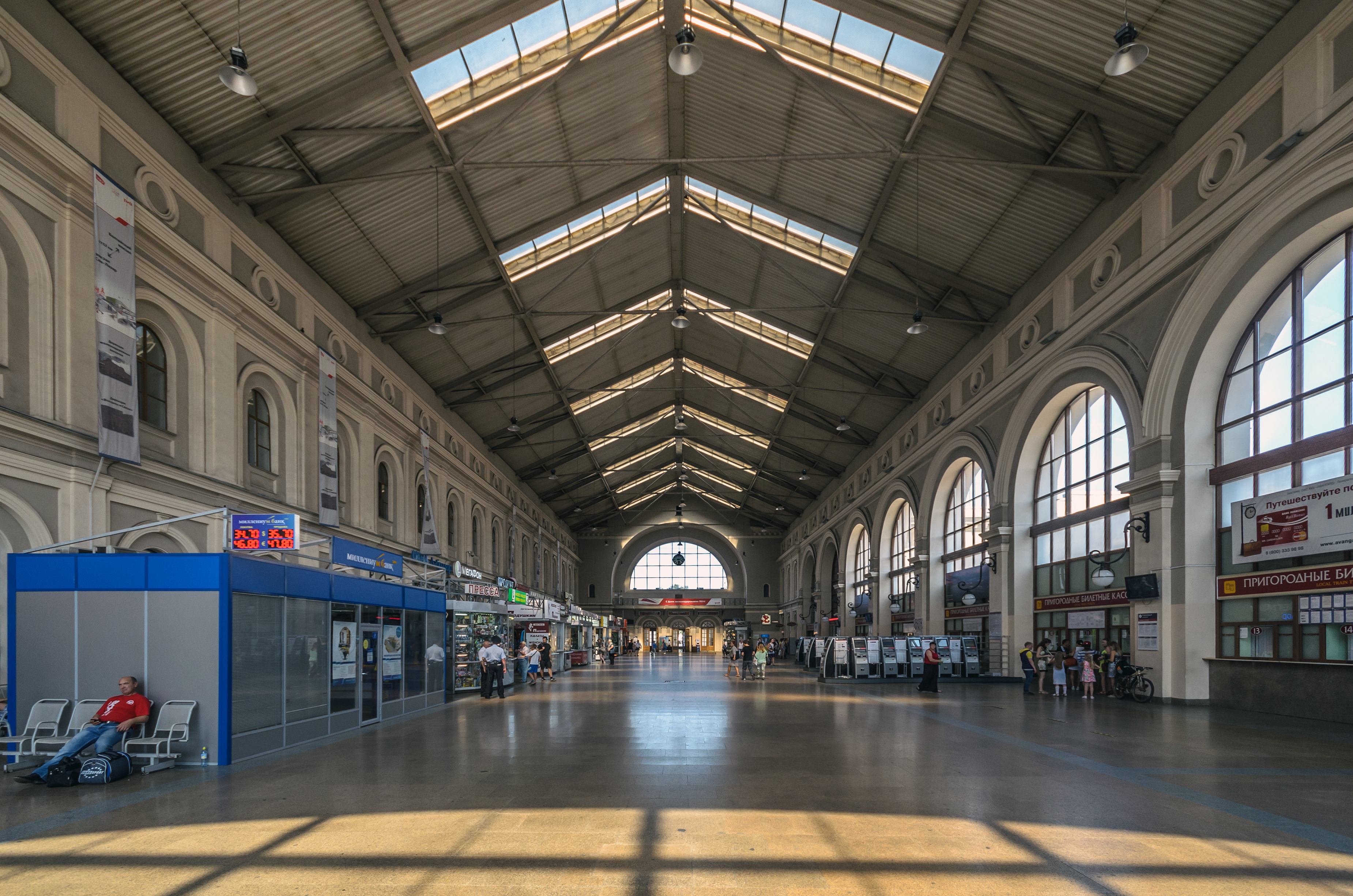
Terminal pasażerski
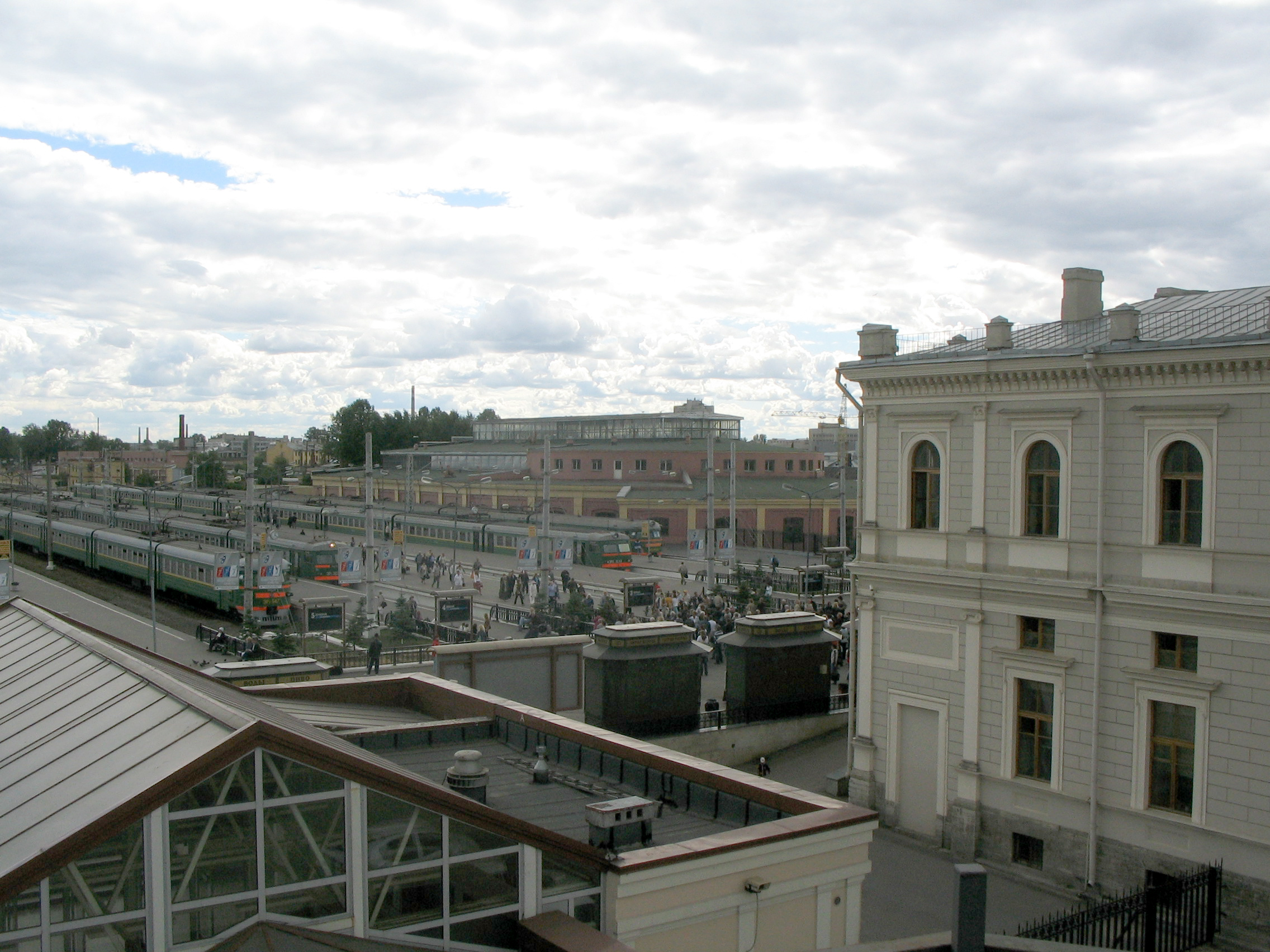
Perony
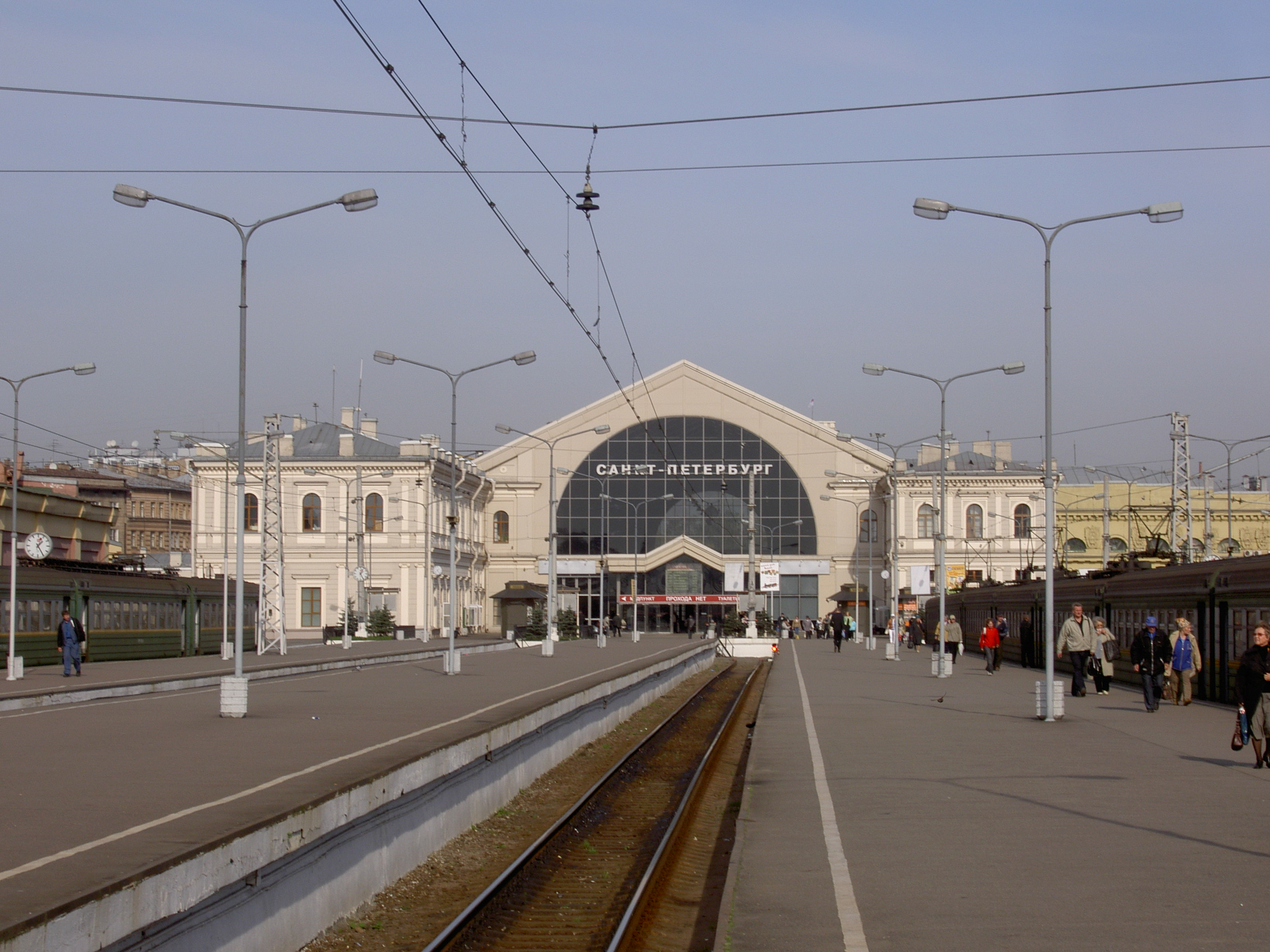